# TYO Animations
TYO Animations Inc. (яп. 株式会社TYOアニメーションズ Кабусики-гайся Ти: Вай О: Анимэ:сён) — японская анимационная студия. .

## История
Первоначально была основана в октябре 1990 года как Yumeta Company. В 2009 году Yumeta Company поглотила компанию Hal Film Maker и изменила своё название на TYO Animations. 1 декабря 2017 года Memory Tech Holdings объявили, что они приобрели TYO Animations и сделали ее дочерней компанией Graphinica. Они также объявили, что название компании вернется к компании Yumeta

## Работы

### Аниме-сериалы
- Mainichi Kaasan (2011)
- Tamayura: Hitotose (2011)
- Ginga e Kickoff!! (2012)
- Chouyaku Hyakunin isshu: Uta Koi (2012)
- Odoriko Clinoppe (2013)
- Tamayura: More Aggressive (2013)
- Sengoku Musou SP: Sanada no Shou (2014)
- Kin’iro no Chord: Blue Sky (2014)
- Oukami Shoujo to Kuro Ouji (2014)
- Sengoku Musou (2015)
- YuruYuri Nachu Yachumi! + (2015)
- YuruYuri San Hai! (2015)
- Terra Formars: Revenge (2016, совместно с Liden Films)

### OVA
- Mudazumo Naki Kaikaku (2010)
- +Tic Elder Sister (2011)
- One Off (2012)
- YuruYuri Nachu Yachumi! (2014)
- +Tic Elder Sister (2011)
- Aria the Avvenire (2015)

### Анимационные фильмы
- Tamayura: Sotsugyou Shashin (2015—2016)